# Le Mariage de Figaro
Le Mariage de Figaro (La Folle Journée, ou Le Mariage de Figaro) is een blijspel van de Franse schrijver Pierre Beaumarchais uit 1778. De bekendste bewerking is mogelijk van librettist Lorenzo da Ponte met muziek van Wolfgang Amadeus Mozart; de opera Le nozze di Figaro.